# Sigmar Stocker
Sigmar Stocker (* 16. Mai 1969 in Meran) ist ein Südtiroler Politiker der Freiheitlichen.

## Biographie
Im Jahr 1995 wurde Stocker, ein Mitglied der örtlichen Schützenkompanie, für die Bürgerliste Terlan, Vilpian, Siebeneich in den Gemeinderat von Terlan gewählt. Im selben Jahr wurde Stocker Mitglied der Freiheitlichen. Er arbeitete als persönlicher Referent des Landtagsabgeordneten Pius Leitner, war bis 2001 Generalsekretär und wurde im Jahr 2007 Vizeobmann der Partei. Bei den Wahlen 2008 konnte Stocker mit 4.358 Vorzugsstimmen ein Mandat für den Südtiroler Landtag und damit gleichzeitig den Regionalrat Trentino-Südtirol erringen. Bei den Landtagswahlen 2013 gelang ihm mit 9.397 Vorzugsstimmen die Wiederwahl. Im Rahmen der Landtagswahlen 2018 verpasste er mit 1.004 Vorzugsstimmen einen erneuten Einzug in Landtag und Regionalrat.